# 比丹戈斯
比丹戈斯（西班牙語：Vidángoz）是西班牙纳瓦拉的一个市镇。总面积40平方公里，总人口106人（2001年），人口密度3人/平方公里。